# Reggia di Valcasotto
La Reggia di Valcasotto o Castello di Casotto se encuentra en el municipio de Garessio, provincia de Cuneo (Piamonte), en el Norte de Italia; el castillo está a unos 16 km al oeste de la capital municipal.
Esta reggia o residencia real surgió en el siglo XI como cartuja dedicada a San Bruno. A lo largo de los siglos sufre diversos saqueos e incendios que modificaron su estructura.
En 1803 cuando las tropas napoleónicas ocuparon Italia, dañaron de manera importante la parte posterior del edificio. La orden de cartujanos se disolvió y la estructura pasó a manos privadas. En 1837 pasó a ser residencia de la Casa de Saboya. El rey Carlos Alberto utilizó el palacio como residencia real de verano y su hijo Víctor Manuel II residió aquí durante varias partidas de caza. La familia real disfrutaba aquí del agua mineral local, el paisaje y el aire puro. Fue vendida por el rey Humberto I a particulares. En 2000 la cartuja pasó a la región del Piamonte y está abierta al público.
Del complejo quedan el cuerpo central y las dos alas laterales (en cuyo interior se encuentran diversas salas, la cocina y la capilla) que rodean el patio porticado que está frente al río; de la parte posterior hoy quedan sólo algunas trazas. Este complejo forma parte del circuito de los «Castelli Aperti» del Bajo Piamonte.